# Pradosia verrucosa
Espèce
Classification phylogénétique
Statut de conservation UICN

 CR B1+2c : 
En danger critique
Pradosia verrucosa est une espèce de plantes à fleurs de la famille des Sapotaceae. C'est un arbre originaire du Brésil.

## Description
C'est un arbre.

## Répartition
Endémique des forêts saisonnières et mixtes des hauteurs de l'État de Pernambuco au Brésil.

## Conservation
L'espèce est menacée par l'expansion de l'agriculture.